# Дорошенко Юрій І.
Юрій Дорошенко (нар.1939) — радянський футболіст, що грав на позиції захисника і півзахисника. Відомий виступами за луцький футбольний клуб, який у різні часи існування мав назви «Волинь» і «Торпедо», у складі якого був одним із гвардійців клубу (252 матчів за клуб у чемпіонатах СРСР та кубкових матчів), грав також за клуби «Спартак» (Станіслав) і «Колгоспник» (Рівне).

## Клубна кар'єра
Юрій Дорошенко розпочав свою кар'єру футболіста у клубі тодішнього класу «Б» «Спартак» із Станіслава, в якому зіграв 5 матчів у 1960 році. У 1961—1962 році проходив військову службу, під час якої грав за команду «Зеніт», у складі якої був чемпіоном області та володарем кубка, був також кращим бомбардиром команди. Після завершення військової служби Дорошенко запрошений до головної команди Волинської області — луцької «Волині», що виступала у тодішньому класі Б. Зігравши один сезон у складі лучан, Юрій Дорошенко у 1964 році перейшов до складу ровенського «Колгосника», проте вже наступного року повернувся до луцької команди. Після цього до кінця виступів за команду, яка до 1968 року називалась «Волинь», а пізніше «Торпедо», був постійним гравцем основи команди. Згідно даних офіційного сайту клубу, зіграв за луцький клуб 250 матчів у чемпіонатах СРСР та 2 матчі в Кубку СРСР. Завершив виступи на футбольних полях Юрій Дорошенко після закінчення сезону 1971 року.